# 384815 Zolnowski
384815 Zolnowski este o planetă minoră (asteroid) din centura de asteroizi. A fost descoperită pe 24 noiembrie 2008 la Catalina Station⁠(d) de Catalina Sky Survey și a fost numită după Michał Żołnowski⁠(d). 
Obiectul prezintă o orbită caracterizată de o semiaxă mare de 2,6563200412202 UAi, o excentricitate de 0,3, o înclinație de 5,5 ° în raport cu ecliptica.